# Rambla (Montevideo)
Rambla ist der Name der Uferstraße der uruguayischen Hauptstadt Montevideo.
Sie führt entlang der Küstenlinie der Stadt und trennt diese somit auf ihrem 22 Kilometer langen Verlauf vom Río de la Plata und den zahlreichen dort vorhandenen Stränden. Zu diesen Strändem zählen beispielsweise der Playa Ramírez, der halbmondförmig verlaufende Playa Pocitos, der Playa Buceo, der Playa Malvín, der Playa Honda oder der Playa Carrasco. Auf dieser Wegstrecke trägt sie an den verschiedenen Küstenabschnitten unterschiedliche Bezeichnungen. Dies sind im Einzelnen von Westen nach Osten folgend:
- Rambla Dr. Baltasar Brum
- Rambla Edison
- Rambla Sud America
- Rambla F.D.Roosevelt
- Rambla 25 de Agosto de 1825 mit Edificio Yacaré
- Rambla Francia
- Rambla Gran Bretaña
- Rambla Sur
- Rambla República Argentina
- Rambla Presidente Wilson
- Rambla Mahatma Gandhi
- Rambla República del Peru
- Rambla Armenia
- Rambla República de Chile
- Rambla O’Higgins
- Rambla República de Mexico
- Rambla Tomas Berreta

Der durch rosa Granitwälle befestigte, Rambla Sur genannte Abschnitt wurde am 30. Dezember 1935 eingeweiht. Da dessen Bau wesentlich durch José Luis Batlle vorangetrieben wurde, nannte sich dieser Abschnitt fortan im Volksmund El balcón de Pepe (auf Deutsch: Pepes Balkon). Die Rambla, dient sowohl dem Straßenverkehr als auch Fußgängern. Sie ist zudem Bestandteil des sozialen Lebens der Stadt und touristischer Anziehungspunkt. Anfang 2010 wurde vorgeschlagen, die Rambla in die Liste des Weltkulturerbes der UNESCO zu übernehmen.

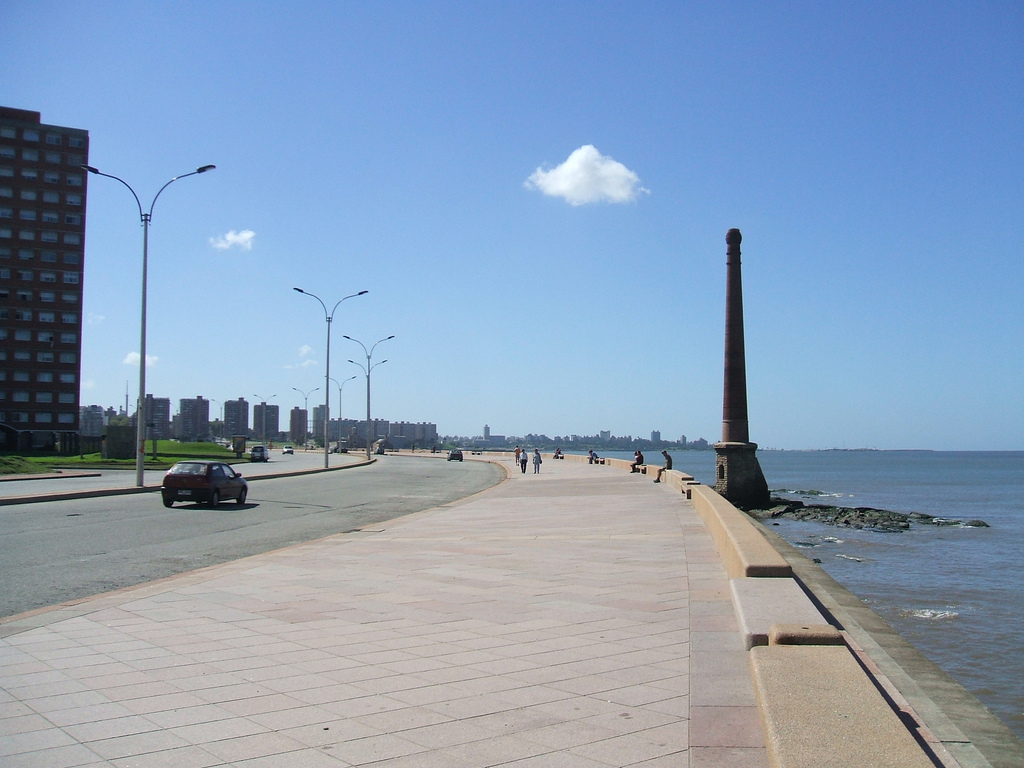
Rambla im Küstenabschnitt der Ciudad Vieja
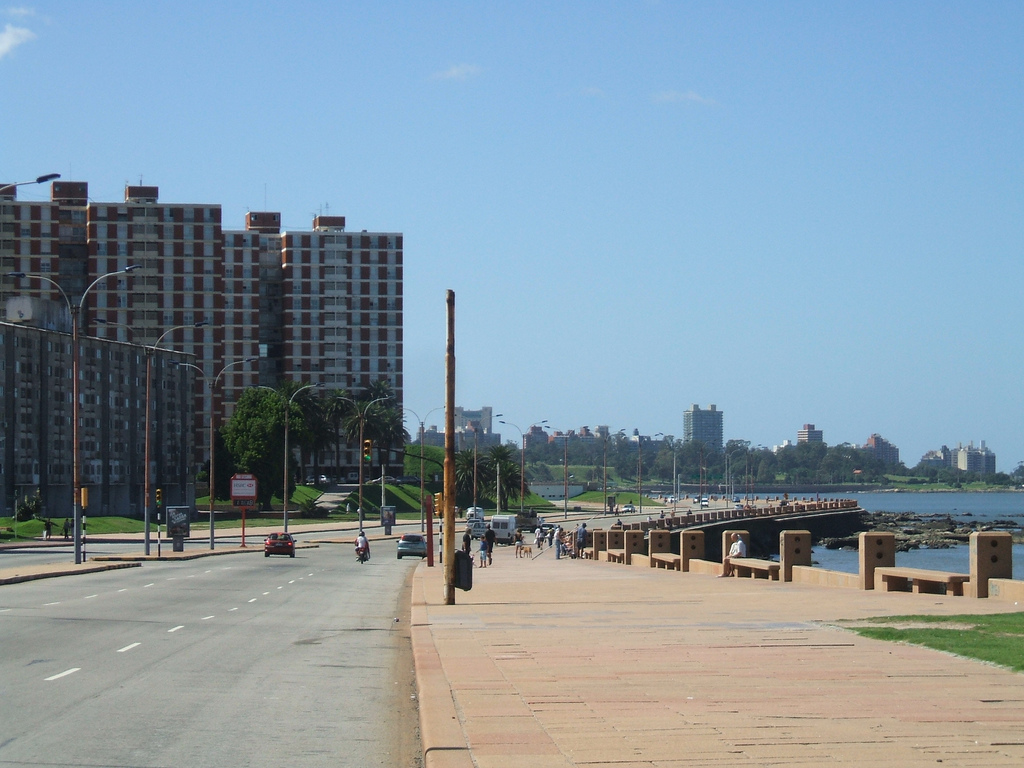
Rambla im Küstenabschnitt des Barrio Sur
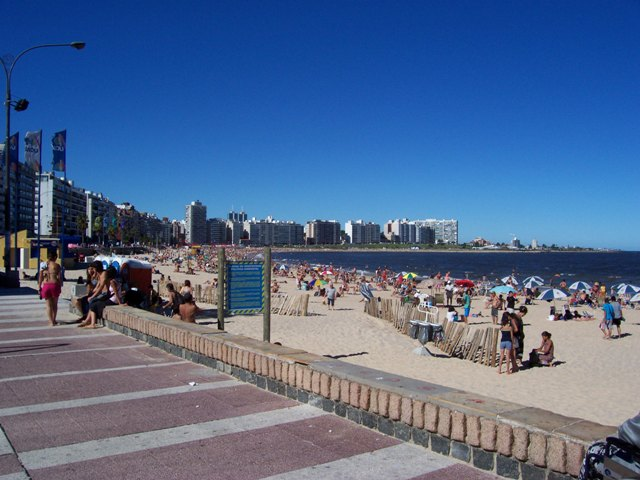
Rambla im Küstenabschnitt Pocitos'
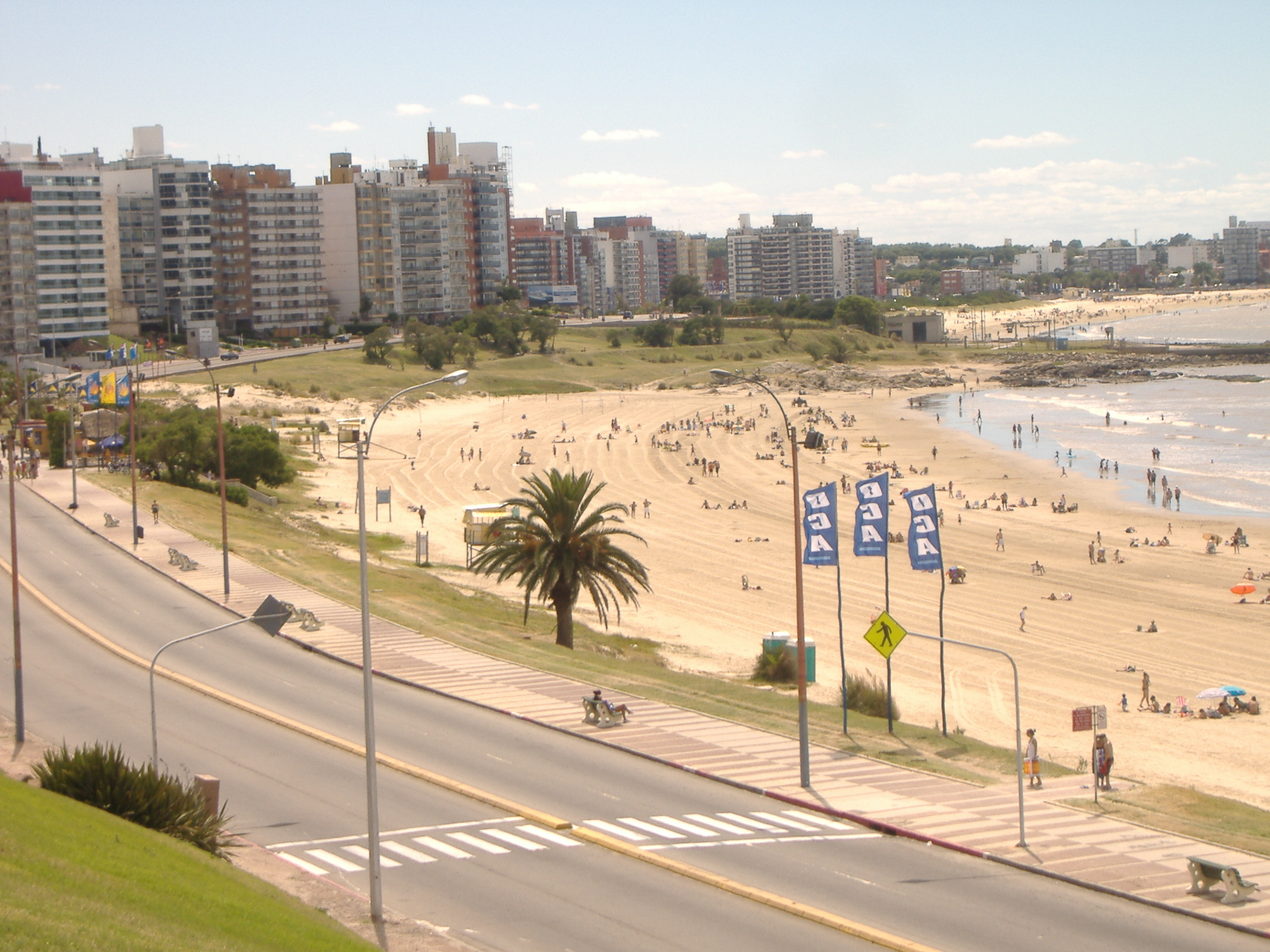
Rambla im Küstenabschnitt Buceos